# Fort De Rape
Fort De Rape was een klein fort dat zich bevond in de Linie van Communicatie ten Oosten van Hulst, in de huidige Nederlandse regio Zeeuws-Vlaanderen.
Het fort werd in 1595 door de Staatsgezinden aangelegd. Omstreeks 1700 werd het fort nog gemoderniseerd door Menno van Coehoorn, naar aanleiding van de Spaanse Successieoorlog.
De contouren van het fort zijn nog zichtbaar in het landschap en wel daar waar de Liniedijk wordt doorsneden door de Kijkuitstraat, die eveneens naar een fort is vernoemd.